# Атлетика на Летњим параолимпијским играма 2016 — 200 метара за мушкарце T11
Трка на 200 метара у класи 11 за мушкарце, била је једна од 29 дисциплина атлетског програма на Летњим параолимпијским играма 2016. у Рио де Жанеиру, Бразил. Такмичење је одржано 13., 14. и 15. септембра на Олимпијском стадиону Жоао Авеланж.

## Земље учеснице
Учествовало је 15 такмичара из 10 земаља.
1. Ангола (2)
2. Бразил (3)
3. Венецуела (1)
4. Доминиканска Република (1)
5. Индонезија (1)
6. Кина (2)
7. Колумбија (1)
8. Намибија (2)
9. САД (1)
10. Турска (1)

## Рекорди пре почетка такмичења
(стање 8. септембра 2016.)
| Рекорди пре почетка Параолимпијских игара 2016.     | Рекорди пре почетка Параолимпијских игара 2016. | Рекорди пре почетка Параолимпијских игара 2016. | Рекорди пре почетка Параолимпијских игара 2016. | Рекорди пре почетка Параолимпијских игара 2016. | Рекорди пре почетка Параолимпијских игара 2016. |
| --------------------------------------------------- | ----------------------------------------------- | ----------------------------------------------- | ----------------------------------------------- | ----------------------------------------------- | ----------------------------------------------- |
| Светски рекорд                                      | 22,41                                           | Дејвид Браун                                    | Сједињене Државе                                | Волнат, САД                                     | 18. април 2014.                                 |
| Параолимпијски рекорд                               | 22,48                                           | Лукас Прадо                                     | Бразил                                          | Пекинг, Кина                                    | 13. септембар 2008.                             |
| Рекорди после завршених Параолимпијских игара 2016. |                                                 |                                                 |                                                 |                                                 |                                                 |
| Параолимпијски рекорд                               | =22,48                                          | Ананиас Шиконго                                 | Намибија                                        | Рио де Жанеиро, Бразил                          | 14. септембар 2016.                             |
| Параолимпијски рекорд                               | 22,44                                           | Ананиас Шиконго                                 | Намибија                                        | Рио де Жанеиро, Бразил                          | 15. септембар 2016.                             |

## Сатница
| Датум               | Време | Ниво               |
| ------------------- | ----- | ------------------ |
| 13. септембар 2016. | 18:45 | Квалификације (Г1) |
| 13. септембар 2016. | 18:52 | Квалификације (Г2) |
| 13. септембар 2016. | 18:59 | Квалификације (Г3) |
| 13. септембар 2016. | 19:06 | Квалификације (Г4) |
| 14. септембар 2016. | 11:51 | Полуфинале (Г1)    |
| 14. септембар 2016. | 11:57 | Полуфинале (Г2)    |
| 15. септембар 2016. | 17:51 | Финале             |

Сва времена су по локалном времену (UTC+3)

## Освајачи медаља
|                            |                       |                    |
| Ананиас Шиконго · Намибија | Фелипе Гомез · Бразил | Даниел Силва · САД |

## Резултати

### Квалификације
Квалификације су одржане 13.9.2016. годину у 18:45, 18:52, 18:59 и 19:06. Такмичари су биле подељени у четири групе. У полуфинале су се пласирали победници по групама и 4 на основу резултата.,,
| Пласман | Група | Атлетичар                 | Земља                  | Класа | ЛР    | ЛРС   | Резултат | Белешка |
| ------- | ----- | ------------------------- | ---------------------- | ----- | ----- | ----- | -------- | ------- |
| 1.      | 2     | Ананиас Шиконго           | Намибија               | Т11   | 22,67 | 22,78 | 22,93    | КВ      |
| 2.      | 4     | Фелипе Гомез              | Бразил                 | Т11   | 22,80 | 22,81 | 23,00    | КВ      |
| 3.      | 4     | José Chamoleia            | Ангола                 | Т11   | 23,93 | 24,33 | 23,33    | кв, ЛР  |
| 4.      | 2     | Цетан Фан                 | Кина                   | Т11   | 23,89 | 23,89 | 23,33    | кв, ЛР  |
| 5.      | 4     | Дунгдунг Ди               | Кина                   | Т11   | 23,68 |       | 23,39    | кв, ЛР  |
| 6.      | 1     | Данијел Силва             | Бразил                 | Т11   | 22,68 | 23,11 | 23,39    | КВ      |
| 7.      | 3     | Дејвид Браун              | САД                    | Т11   | 22,29 | 22,29 | 23,45    | КВ      |
| 8.      | 1     | Мехмет Тунч               | Турска                 | Т11   | 23,65 | 23,65 | 24,04    | кв      |
| 9.      | 1     | Октавио Анђело дос Сантос | Ангола                 | Т11   | 24,08 | 25,15 | 24,13    | ЛРС     |
| 10.     | 4     | Мосес Тобиас              | Намибија               | Т11   | 23,79 | 23,79 | 24,17    |         |
| 11.     | 3     | Делфо Хосе Арсе Ороско    | Колумбија              | Т11   | 23,98 | 24,27 | 24,20    | ЛРС     |
| 12.     | 2     | Фернандо Ферер            | Венецуела              | Т11   | 24,04 | 24,29 | 24,21    | ЛРС     |
| 13.     | 3     | Хоселито Хернандез        | Доминиканска Република | Т11   | 23,92 | 23,92 | 24,38    |         |
| 14.     | 1     | Абдул Халим Далимунте     | Индонезија             | Т11   | 24,71 | 25,53 | 24,66    | ЛР      |
|         | 2     | Лукас Прадо               | Бразил                 | Т11   | 22,55 |       | НС       |         |

### Полуфинале
Полуфинале је одржано 14.9.2016. годину у 11:51 и 11:57. Такмичари су биле подељени у две групе. У финале су се пласирали победници по групама и 2 на основу резултата.,,
| Пласман | Група | Атлетичар       | Земља    | Класа | Резултат | Белешка     |
| ------- | ----- | --------------- | -------- | ----- | -------- | ----------- |
| 1.      | 1     | Ананиас Шиконго | Намибија | Т11   | 22,48    | КВ, =ПР, ЛР |
| 2.      | 2     | Фелипе Гомез    | Бразил   | Т11   | 22,50    | КВ, ЛР      |
| 3.      | 1     | Данијел Силва   | Бразил   | Т11   | 23,01    | кв, ЛРС     |
| 4.      | 2     | Цетан Фан       | Кина     | Т11   | 23,15    | кв, РР, ЛР  |
| 5.      | 1     | Дунгдунг Ди     | Кина     | Т11   | 23,22    | ЛР          |
| 6.      | 2     | Дејвид Браун    | САД      | Т11   | 23,32    |             |
| 7.      | 1     | Хосе Чамолеиа   | Ангола   | Т11   | 23,46    |             |
|         | 1     | Мехмет Тунч     | Турска   | Т11   | Диск.    | чл. 17.8    |

### Финале
Такмичење је одржано 15.9.2016. годину у 17:51,,
| Пласман | Атлетичар       | Земља    | Класа | Резултат | Белешка |
| ------- | --------------- | -------- | ----- | -------- | ------- |
|         | Ананиас Шиконго | Намибија | Т11   | 22,44    | ПР, ЛР  |
|         | Фелипе Гомез    | Бразил   | Т11   | 22,52    |         |
|         | Данијел Силва   | Бразил   | Т11   | 23,04    |         |
| 4.      | Цетан Фан       | Кина     | Т11   | 23,24    |         |